# 馬修·別廷翰

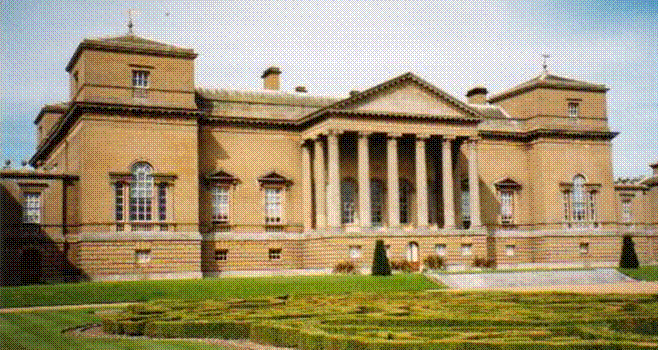
候克漢廳。1739年，馬修·別廷翰曾經在這裡擔任過工程監督與行政建築師。

馬修·別廷翰 （英語：Matthew Brettingham，有時被曾作大別廷翰；1699年—1769年8月19日）是一位十八世紀的英國人。他走出低微的背景身分到擔當興建候克漢廳的監督工作，以至後來成為同年代曾顯赫一時的建築師。他大部分主要的作品已經被拆除，當中也包括一些在倫敦為了翻新大型聯排別墅的建築。亦由於此，別廷翰的成就時至今日依然有所忽略，而為人所熟識的只是他為一些進行帕拉第奧式建築的改造，大部分皆坐落於英國東安哥拉郡位置。當別廷翰的事業漸到高峰之時，帕拉第奧式建築風格開始式微，同時間新古典主義亦被引進，當中的佼佼者有羅伯特·亞當。

## 早年生活
馬修·別廷翰出生於1699年，為泥水匠蘭斯洛特·別廷翰的兒子，居住在英國諾福克的郡首府諾域治。他的早年生活很少被記錄下來，而最早的提及別廷翰的正式文獻為1719年，當時他和他的弟弟羅伯登記為自由民，並到諾福克的城市擔任泥水匠的工作。別廷翰曾經投訴他的工作十分艱苦，而自己也不只值一星期才九個先令的薪水，於一般工匠沒有分別。 無論怎麼泥水工作，他很快就超越自己，並成為了承建商.

## 備註
1. ↑  侯活；第345頁

## 外部連結
- 候克漢廳 （页面存档备份，存于） （英文）
- 凱德爾斯頓莊園 （英文）
- 英國歷史公園和花園數據庫  （英文）